# 道の駅奥津温泉
道の駅奥津温泉（みちのえき おくつおんせん）は、岡山県苫田郡鏡野町にある国道179号の道の駅である。

## 施設
- 駐車場
  - 普通車：67台
  - 大型車：10台
  - 身障者用：2台
- トイレ
  - 男：大 5器、小 7器
  - 女：11器
  - 身障者用：1器
- 公衆電話：1台

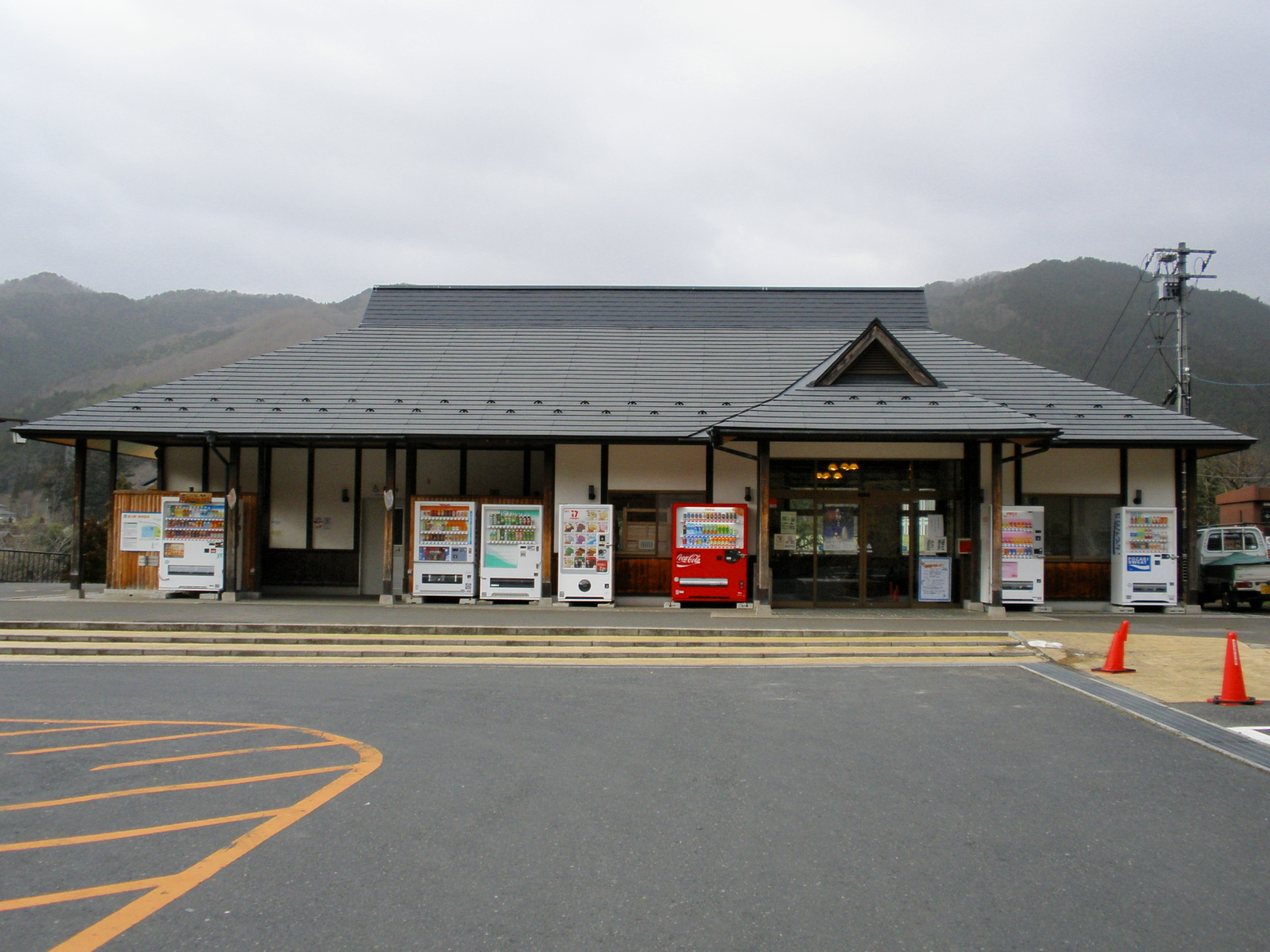
駅舎

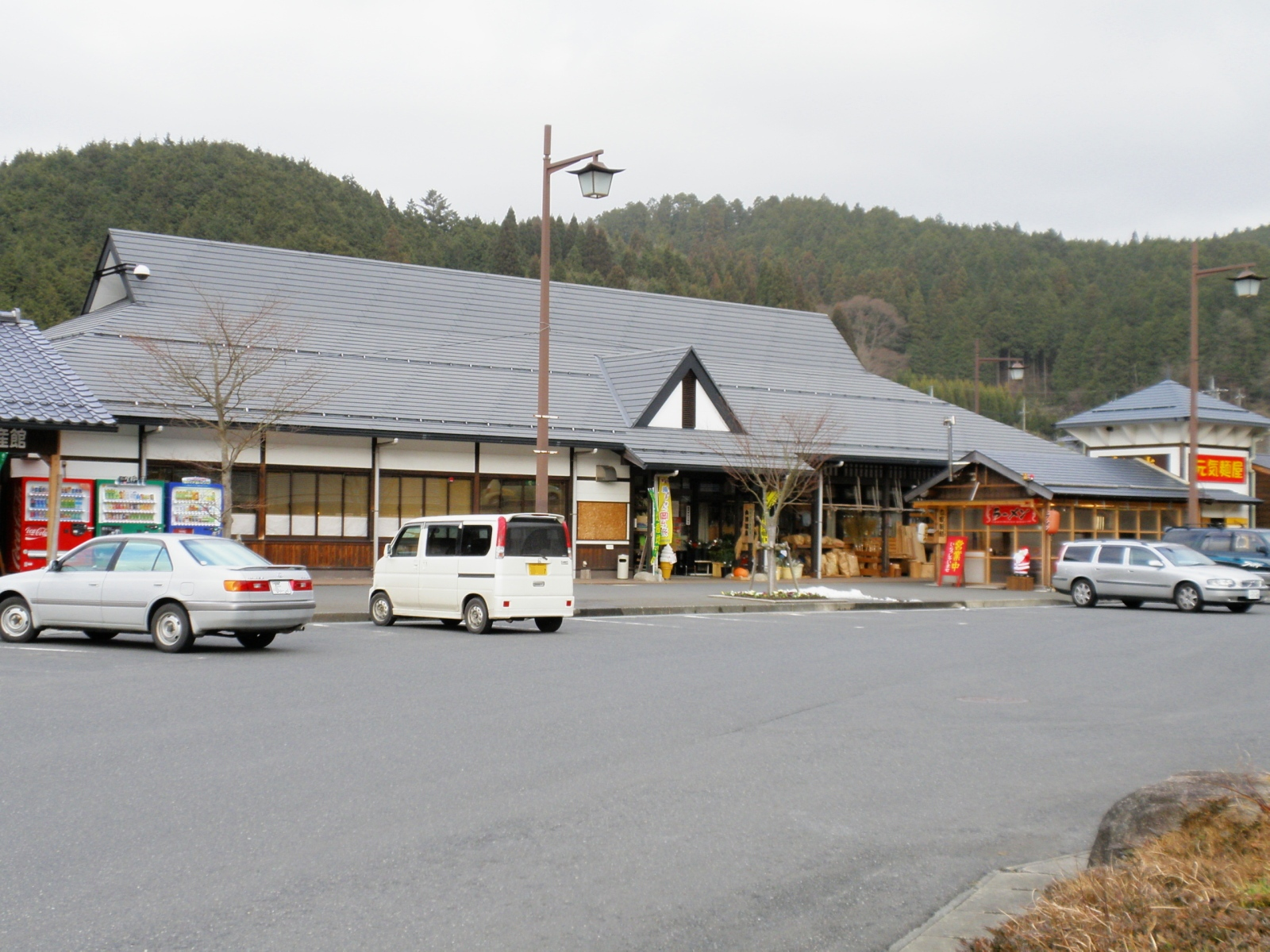
ふるさと物産館

- レストランおばちゃんの味温泉亭（バイキング）（11:00 - 15:00）
- ふるさと物産館（9:00 - 18:00）：地元農産物をはじめ、岡山、山陰の土産が揃う。
- 公園

## 休館日
- 年中無休

## アクセス
- 国道179号 - 登録路線
- 岡山県道75号加茂奥津線

## 周辺
- 奥津温泉
- 奥津渓
- 吉井川